# Berberis peruviana
Berberis peruviana là một loài thực vật có hoa trong họ Hoàng mộc. Loài này được Schellenb. mô tả khoa học đầu tiên năm 1913.